# Никешкин, Владимир Анатольевич
Владимир Анатольевич Никешкин  (род. 8 марта 1955, Удмуртская АССР) — руководитель следственного управления Следственного комитета Российской Федерации по Рязанской области, Генерал-лейтенант юстиции.

## Биография
Родился в 1955 году в Удмуртии. После завершения службы на флоте в 1976 году поступил в Удмуртский государственный университет, по окончании которого с 1981 года проходил службу в органах прокуратуры Удмуртской Республики.
Работал стажером, старшим следователем прокуратуры Удмуртской Республики, заместителем начальника следственного управления прокуратуры Удмуртской Республики, начальником отдела по расследованию особо важных дел прокуратуры Удмуртской Республики. С 2004 года — заместитель прокурора Удмуртской Республики, начальник следственного управления прокуратуры Удмуртской Республики. С 2007 года — руководитель следственного управления Следственного комитета Российской Федерации по Удмуртской Республике.
Заслуженный юрист Удмуртской Республики, почётный работник прокуратуры Российской Федерации, награждён именным оружием, Знаком отличия «За верность закону» 1 степени, медалью ордена «За заслуги перед Отечеством» 2 степени.